# Hydroniscus abyssi
Hydroniscus abyssi är en kräftdjursart som beskrevs av Hansen 1916. Hydroniscus abyssi ingår i släktet Hydroniscus och familjen Haploniscidae. Inga underarter finns listade i Catalogue of Life.